# Disma Ferrario
Disma Ferrario (Milano, 29 gennaio 1899 – Saronno, 3 marzo 1979) è stato un mezzofondista italiano, tre volte campione nazionale dei 1500 metri piani.

## Palmarès
| Anno | Manifestazione  | Sede   | Evento | Risultato | Prestazione | Note |
| ---- | --------------- | ------ | ------ | --------- | ----------- | ---- |
| 1924 | Giochi olimpici | Parigi | 1500 m | Batteria  | 4'18"5      |      |

## Campionati nazionali
- 3 volte campione italiano assoluto dei 1500 metri piani (1923, 1924, 1925)

1920
- Argento ai campionati italiani assoluti, 1500 m - n/d

1922
- Argento ai campionati italiani assoluti, 1500 m - 4'05"1/5
- Bronzo ai campionati italiani assoluti, 800 m - 2'00"0 s

1923
- Oro ai campionati italiani assoluti, 1500 m - 4'03"1/5

1924
- Oro ai campionati italiani assoluti, 1500 m - 4'05"0

1925
- Argento ai campionati italiani assoluti, 800 m - 2'00"2/5
- Oro ai campionati italiani assoluti, 1500 m - 4'11"0

1927
- Argento ai campionati italiani assoluti, staffetta 4x1500 m - 18'50"4/5

1928
- Argento ai campionati italiani assoluti, 1500 m - n/d

1929
- Bronzo ai campionati italiani assoluti, staffetta 4×1500 m - 17'50"4/5